# Museu de Arte de Seattle
O Museu de Arte de Seattle, (em inglês: Seattle Art Museum, também conhecido como "SAM") é um museu de arte em Seattle, Washington, Estados Unidos. 

## Estrutura
É constituído por três partes principais: o museu principal, na baixa de Seattle, o Seattle Asian Art Museum, no Volunteer Park, em Capitol Hill e o Olympic Sculpture Park, na frente ribeirinha de Seattle, tendo sido inaugurado em 20 de janeiro de 2007.

## História
A colecção do SAM cresceu de 1926 peças em 1933 para cerca de 25.000 em 2008. O seu museu original tinha uma área de 2.300 m²; as instalações actuais têm 29.000 m² e um parque de 3,6 hectares. O número de funcionários aumentou de 7 para 303, e a biblioteca do museu cresceu de 1.400 livros para 33.352.
O SAM tem as suas origens na Sociedade de Belas Artes de Seattle (em inglês: "Seattle Fine Arts Society") - fundada em 1905 - e na Associação de Artes de Washington ("Washington Arts Association" - organizada em 1906), que se juntaram em 1917, mantendo o nome Sociedade de Belas Artes ("Fine Arts Society"). Em 1931, o grupo renomeou-se como Instituto de Arte de Seattle ("Art Institute of Seattle). O Instituto de Arte acolheu a sua colecção na "Henry House", em Capitol Hill, a antiga casa do coleccionador e fundador da Henry Art Gallery, Horace C. Henry (1844 - 1928). 
Richard E. Fuller, presidente da Sociedade de Belas Artes de Seattle, foi das principais pessoas do SAM nos seus primeiros anos. Durante a Grande Depressão, Richard e a sua mãe, Margaret MacTavish Fuller, doaram 250.000 dólares para construir um museu de arte no Volunteer Park, na Capitol Hill, em Seattle. A cidade disponibilizou o terreno e ficou com a posse do edifício. Carl F. Gould, da firma de arquitectura Bebb and Gould um edifício de Arte Deco/Arte Moderna para o museu, que abriu em 23 de junho de 1933. A colecção do Instituto de Arte formou o núcleo da colecção original do SAM; a família Fuller depressa doaram peças adicionais. O Instituto de Arte era responsável por gerir as actividades artísticas quando o museu abriu. Richard Fuller ficou como director do museu até à década de 1970, sem nunca receber salários. 
O SAM juntou-se com o Conselho Nacional para as Artes ("National Council on the Arts"), Richard Fuller e a "Seattle Foundation" para adquirir e instalar a escultura de Isamu Noguchi, Black Sun em frente ao museu, no Volunteer Park. Foi a primeira comissão do Conselho Nacional para as Artes em Seattle.  Em 1983-1984, o museu recebeu a doação de metade de um quarteirão no centro da cidade, a antiga loja de departamentos J. C. Penney  no lado oeste da "Second Avenue" entre a "Union Street" e a "Pike Street". Eventualmente, foi decidido que este quarteirão, em particular, não era um local adequado: aquele terreno foi vendido para um empreendedorismo particular e o museu comprou um terreno no próximo quarteirão no sentido sul.  A 5 de dezembro de 1991, o SAM reabriu  num edifício no centro da cidade, desenhado por Robert Venturi.  No ano seguinte, uma das esculturas Hammering Man, de Jonathan Borofsky, foi instalada fora do museu como parte do programa "One Percent for Art", da "Seattle City Light".  "Hammering Man" foi instalada a tempo da inauguração do museu, mas a 28 de setembro de 1991, enquanto trabalhadores tentavam levantar a peça, esta caiu e ficou danificada, tendo sido devolvida para a fábrica para reparos.  "Hammering Man" foi utilizada numa instalação de arte em 1993 quando Jason Sprinkle e outros artistas locais uniram uma bola e uma corrente a uma perna da escultura.  Em 1994, o edifício em Volunteer Park reabriu como o Museu de Arte Asiática de Seattle (Seattle Asian Art Museum). Em 2007, o Olympic Sculpture Park abriu ao público, terminando um processo de 8 anos. 

## Exposições
Entre as exposições mais notáveis do museu está uma exposição, ocorrida em 1954, de 25 pinturas europeias e esculturas da Fundação Samuel H. Kress; estas peças foram doadas ao SAM em 1961. Uma exposição de 1959 sobre Van Gogh atraiu 126.100 visitantes. No mesmo ano, o SAM organizou uma retrospectiva do trabalho do pintor Mark Tobbey, que foi para outros quatro museus nos EUA. Uma retrospectiva, em 1974, de Jacob Lawrence homenageou uma figura proeminente da arte afro-americana que se tinha instalado em Seattle quatro anos antes. Leonardo Lives (1997) teve em destaque o Codex Leicester, o último manuscrito de Leonardo Da Vinci em mãos privadas, que tinha então sido recentemente comprado por Bill Gates. 

## Coleções
- Claes Oldenburg : Baked Potato (1966), Double-Nose/Purse/Punching Bag/Ashtray (1970), Geometric Mouse - Scale C (1970), Typewriter Eraser, Scale X (1999)[11].

## Bibliotecas
O museu contém a "Dorothy Stimson Bullitt Library" e a "McCaw Foundation Library of Art".

### Dorothy Stimson Bullitt Library
A Dorothy Stimson Bullitt Library foi fundada em 1991. Em 2011 continha cerca de 20.000 livros e 100 periódicos subscritos. É especializada em Arte Africana, Arte Contemporânea, artes decorativas, Arte Europeia, Arte Moderna e fotografia. 

### McCaw Foundation Library of Asian Art
A McCaw Foundation Library of Asian Art foi fundada em 1933. Em 2011, continha 15.000 volumes de livros e 100 periódicos subscritos. É especializada em Arte Asiática. 

## Administração

### Direção
Kimerly Rorschach foi contratado em 2012 para liderar o Seattle Art Museum. 

### Financiamento
O Seattle Art Museum apenas recebe 4% do seu financiamento do governo; o resto dos seus custos operacionais são cobertos pelos pagamentos de bilhetes e pela sua base de membros. Em 2014, o museu tinha um orçamento de 23 milhões de dólares. Como resultado da crise da banca, em 2009, o museu perdeu 5,8 milhões de dólares em rendas anuais e rendimentos relacionados do Washington Mutual. Depois do banco ter sido vendido ao JPMorganChase em 2008, deixou o museu com oito andares de espaço de escritórios, a um custo de 5,8 milhões por ano. 